# Paul Tillich
Paul Johannes Tillich (20. srpna 1886, Starzeddel – 22. října 1965, Chicago) byl americký protestantský teolog a filozof náboženství německého původu, jeden z nejvýznamnějších evangelických teologů 20. století. Mezi svými kolegy Tillich vyniká šíří zahrnutí filozofických, religionistických, kulturních, sociologických a psychologických témat do svého teologického díla. Tillich v něm usiloval o to, aby použitím originálních termínů nově interpretoval křesťanskou zvěst s jejími pojmy a symboly, modernímu člověku 20. století většinou již nesrozumitelnými. Tillichovu teologickou pozici je možno označit jako „třetí cestu“ mezi liberální teologií 19. století, která usilovala o syntézu mezi křesťanstvím a kulturou, a dialektickou teologií, reprezentovanou Karlem Barthem, která mezi soudobou kulturou a křesťanstvím přísně rozlišovala.

## Život

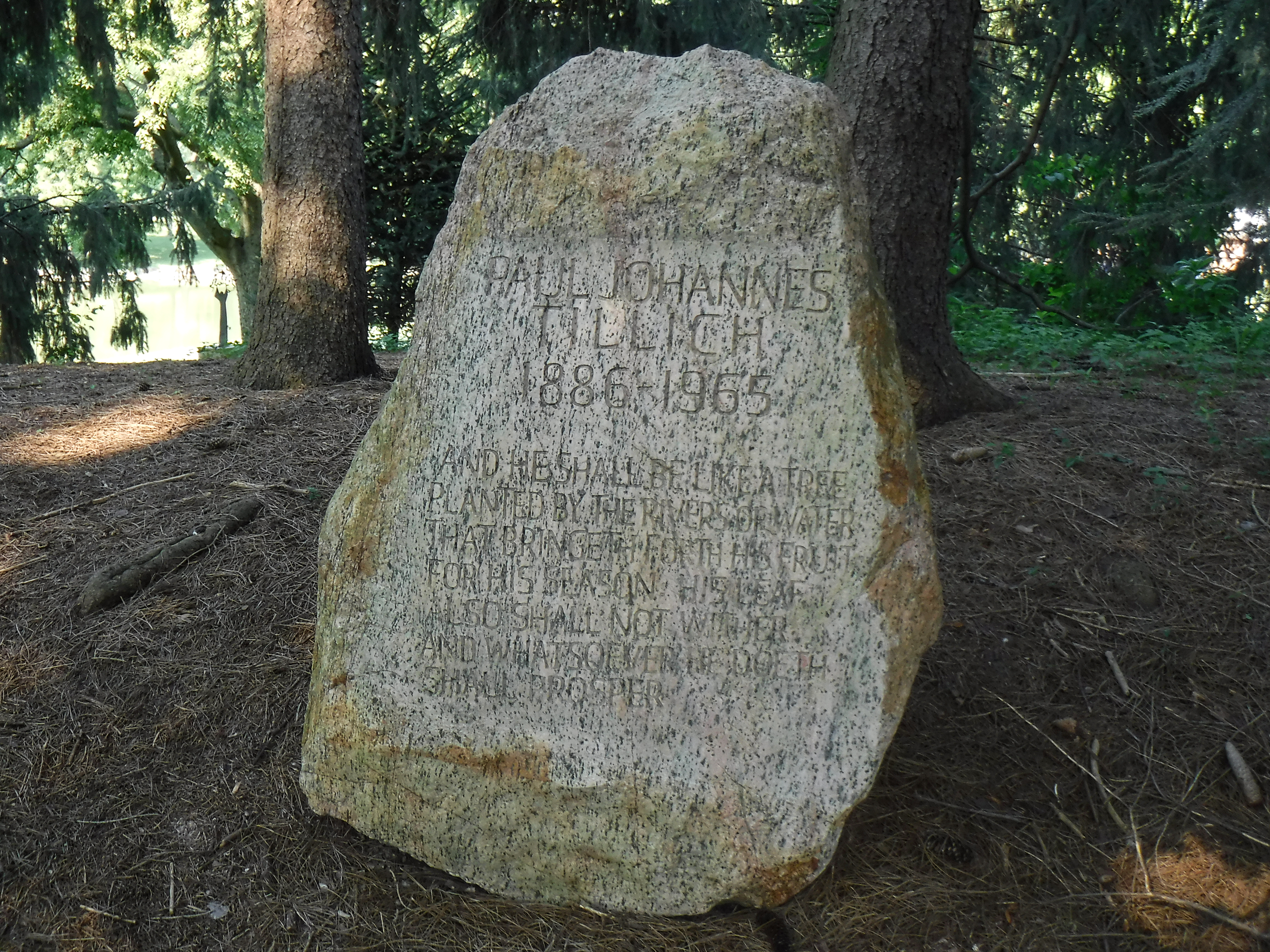
Tillichův náhrobek v Paul Tillich Park, New Harmony, Indiana, USA

Paul Tillich se narodil v rodině luterského faráře Johannese Tillicha. V letech 1898–1904 navštěvoval gymnázium ve městě Königsberg in der Neumark (dnešní Chojna v Polsku) a v Berlíně. Teologii studoval v letech 1904-1909 v Berlíně, Tübingen a Halle. Během studií ho ovlivnili především biblista a systematický teolog Martin Kähler (1835–1912), který ho přivedl k Martinu Lutherovi (k jeho objevu Pavlovy nauky o ospravedlnění a k teologii kříže), a systematický teolog Wilhelm Lütgert (1867–1938), který jej přivedl k filozofii německého idealismu. V letech 1909–1919 působil v církevní službě; 1911–1912 absolvoval učební vikariát v Nauen v Braniborsku, 1912 byl v Berlíně ordinován na duchovního. V roce 1910 se stal doktorem filozofie; roku 1912 obdržel filozofický licenciát na základě prací o F. W. J. Schellingovi, roku 1916 se habilitoval v oboru systematické teologie v Halle.
Ve válečných letech 1914–1918 byl polním duchovním na západní frontě. Válečná zkušenost s blízkostí smrti měla pro jeho osobní život a teologické myšlení závažné důsledky. Tillich na bojištích zažil zhroucení měšťanské kultury a životního stylu 19. století s jeho idealistickou filozofií a liberální teologií. Jestliže do války šel jako monarchista, idealista a puritán, z ní se vrátil jako revoluční socialista, kulturní pesimista a bohémský světák. Mezi lety 1919 a 1933 Tillich působil na různých univerzitách v Německu: v letech 1919–1924 byl soukromým docentem v Berlíně, kde mj. spoluzaložil kruh náboženských socialistů. Roku 1924 se Tillich stal profesorem systematické teologie v Marburku, kde se přátelil s Rudolfem Ottem; mezi roky 1925 a 1929 byl profesorem religionistiky na Technické vysoké škole v Drážďanech; v letech 1927–1929 byl čestným profesorem systematické teologie v Lipsku. V letech 1929–1933 byl řádným profesorem filozofie a sociologie ve Frankfurtu nad Mohanem, kde převzal katedru po Maxi Schelerovi.
V dubnu 1933 byl jako stoupenec Výmarské republiky a sociální demokrat (členem SPD od roku 1929) propuštěn a v říjnu téhož roku odjel na pozvání amerického teologa Reinholda Niebuhra (1892–1971) do Spojených států. V době jeho amerického pobytu (1933–1965) se postupně vypracoval v uznávaného akademika. Roku 1933 začal přednášet na Union Theological Seminary v New Yorku jako Visiting Professor of Philosophy of Religion and Systematic Theology, v letech 1941–1955 působil jako Full Professor of Philosophical Theology, v letech 1955–1962 pak jako University Professor na Harvardově univerzitě. V letech 1962–1965 působil na teologické fakultě University of Chicago.
V Chicagu Tillich také zemřel, byl pohřben ve svém domově v East Hamptonu na Long Islandu. V roce 1966 byla urna s jeho popelem přenesena do Pamětního parku Paula Tillicha v New Harmony ve státě Indiana, na místo upomínající na ideály utopicko-socialistických komun.